# Plaza de la Liberación (Bagdad)
Plaza de la Liberación  o Plaza al-Tahrir  (en árabe: ساحة التحرير‎), originalmente conocida como Plaza de la reina Alia  (en árabe: ساحة الملكة عالية‎) es una plaza situada en el centro de Bagdad, en la intersección de la calle Al-Sa'doun y la carretera del puente de al-Jumhuriya. La plaza Al-Tahrir es la plaza más grande y céntrica de Bagdad, situada en la parte del distrito de  Al-Rusafa de la ciudad, en la orilla oriental del río Tigris.
En los últimos años, la plaza al-Tahrir se convirtió en el centro de diversas protestas y manifestaciones en Bagdad y en Irak. La más notable de ellas fueron los disturbios de las protestas en Irak de 2019-2021, en las que cientos de miles de personas se reunieron para protestar contra el gobierno iraquí y sus fracasos, y muchos se ofrecieron voluntarios para ayudar a los manifestantes.

## Descripción
Conocida localmente como plaza al-Tahrir, la plaza consta de espacios públicos abiertos con el jardín al-Umma, situado detrás de la plaza. Alberga un gran monumento de bronce que conmemora la creación de la República de Irak en 1958. Siendo la plaza más grande de la ciudad, es el centro de Bagdad que es también la intersección de la calle al-Sa'doun y conecta la carretera del puente Al-Jumhuriya]. La plaza también se encuentra frente al edificio apodado el «Restaurante Turco», que se convertiría en el centro de las protestas iraquíes modernas. La plaza también conecta con la plaza Al-Jilani, que se encuentra a 500 metros de ella.
La zona recibió el nombre de Al-Tahrir en relación con la liberación del colonialismo británico, por lo que la plaza se ha asociado con la libertad y las manifestaciones políticas. Está situada frente al puente Al-Jumhuriya. A la izquierda está la Escuela Primaria Tigris para niñas y el Instituto de Enseñanza Secundaria al-Aqeeda para niñas. A la derecha está el edificio del antiguo restaurante turco. La plaza está rodeada por varias librerías, entre ellas la Biblioteca al-Nahda.

### Nasb al-Hurriyya
Uno de los aspectos más notables de la plaza es el Nasbal-Hurriyya (El Monumento a la Libertad), situado en el lado oriental de la plaza, justo detrás del jardín principal de la plaza. El monumento incluye esculturas salientes que continúan la tradición escultórica de las antiguas civilizaciones iraquíes, incluidas las épocas babilónica, asiria y abasí. El número de partes del monumento es catorce, hecho a propósito por su creador, Jawad Saleem, para representar la golpe de Estado iraquí del 14 de julio de 1958. Incluye 25 figuras, entre ellas un buey y un caballo. Se supone que el monumento resalta la libertad iraquí desde los tiempos del Imperio otomano.

### Jardín de Al-Umma
El jardín de la plaza fue creado por Gazi I de Irak y originalmente se conocía como Jardín del Rey Ghazi, más tarde se cambió por Jardín al-Umma («Jardín de la Nación») y está reconocido como uno de los elementos más importantes de la plaza. Está rodeado a ambos lados por el monumento Nasb al-Hurriyya y una gran pintura realizada por el artista iraquí Faiq Hassan. Ambos se erigieron tras el golpe de Estado iraquí de 1958. Una tercera escultura artística llamada La Estatua de la Madre también se encuentra en el jardín. Debido a la naturaleza artística del jardín, es reconocido como centro cultural de la ciudad y parte de su vida social. El jardín también incluye pequeños lagos y varias plantas que se fueron plantando a lo largo de los años de su existencia.

## Historia

### Antecedentes históricos

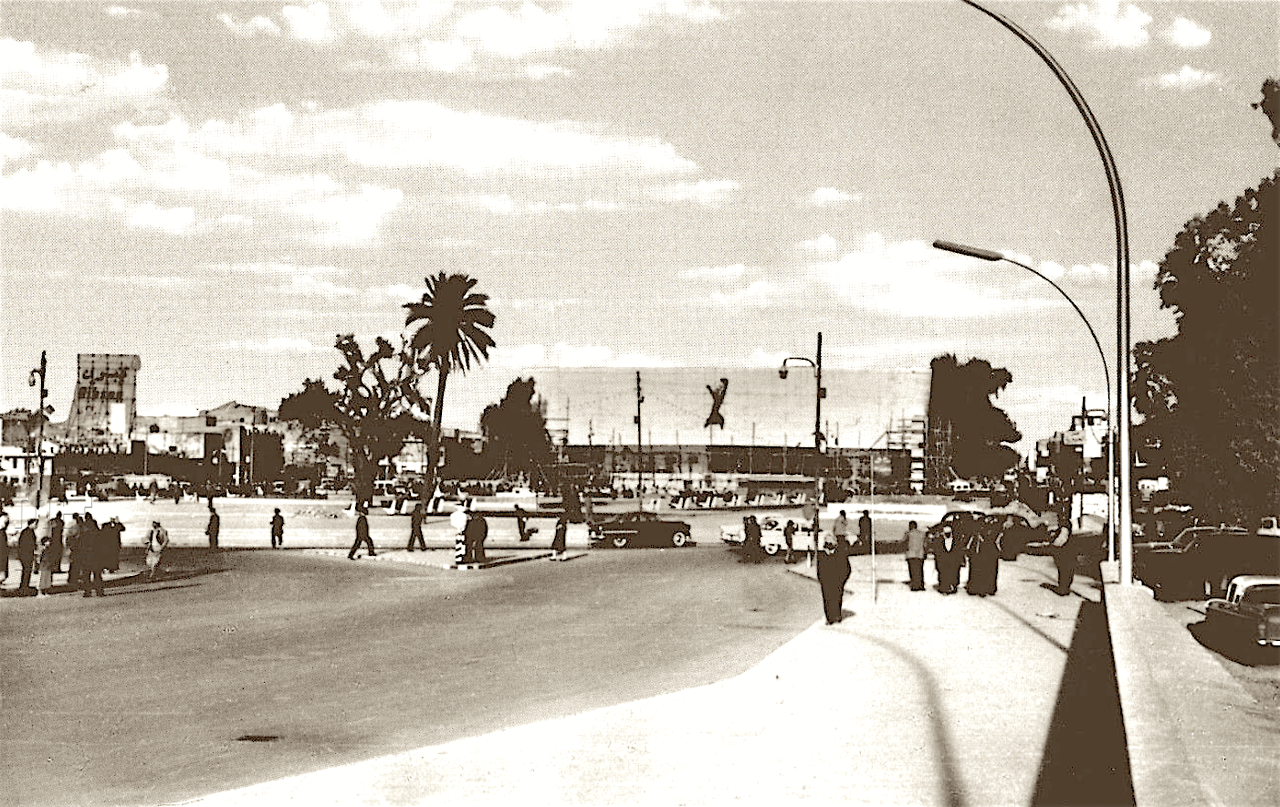
Plaza Al-Tahrir en 1960. Obsérvese el monumento inacabado.

La zona que se convirtió en la plaza al-Tahrir se estableció por primera vez en 1937, durante el Época real, donde se construyó una rotonda. Aquí se encuentra el monumento conocido como Nasb al-Hurriyah, que celebra la historia iraquí representando los acontecimientos clave que condujeron a la creación de una república. El monumento, diseñado por el destacado escultor iraquí Jawad Saleem y el arquitecto Rifat Chadirji, se inauguró en 1961. La plaza Al-Tahrir era el centro de Bagdad, mientras que la calle Al-Rashid era la avenida principal de la ciudad.
El 27 de enero de 1969, catorce personas, que habían sido declaradas culpables de ser espías y traidores sionistas por el Partido Baaz en el poder en aquel momento, fueron ahorcados públicamente en Bagdad en 1969 ante miles de espectadores en la plaza y fue retransmitido por televisión, y sus cuerpos quedaron colgando en la plaza. El acto fue noticia nacional y la radio iraquí elogió el acontecimiento y felicitó al gobierno por su acción revolucionaria. Las ejecuciones públicas se convertirían en algo habitual en la plaza, con total cobertura de radio y televisión.
La plaza era también un lugar para que jóvenes artistas y pintores pintaran sobre la libertad y la buena vida en Irak. Los grafitis en las paredes que mostraban mujeres reflejaban pensamientos sobre los derechos de la mujer en el país, así como otros roles sociales.

### Protestas y manifestaciones desde 2019

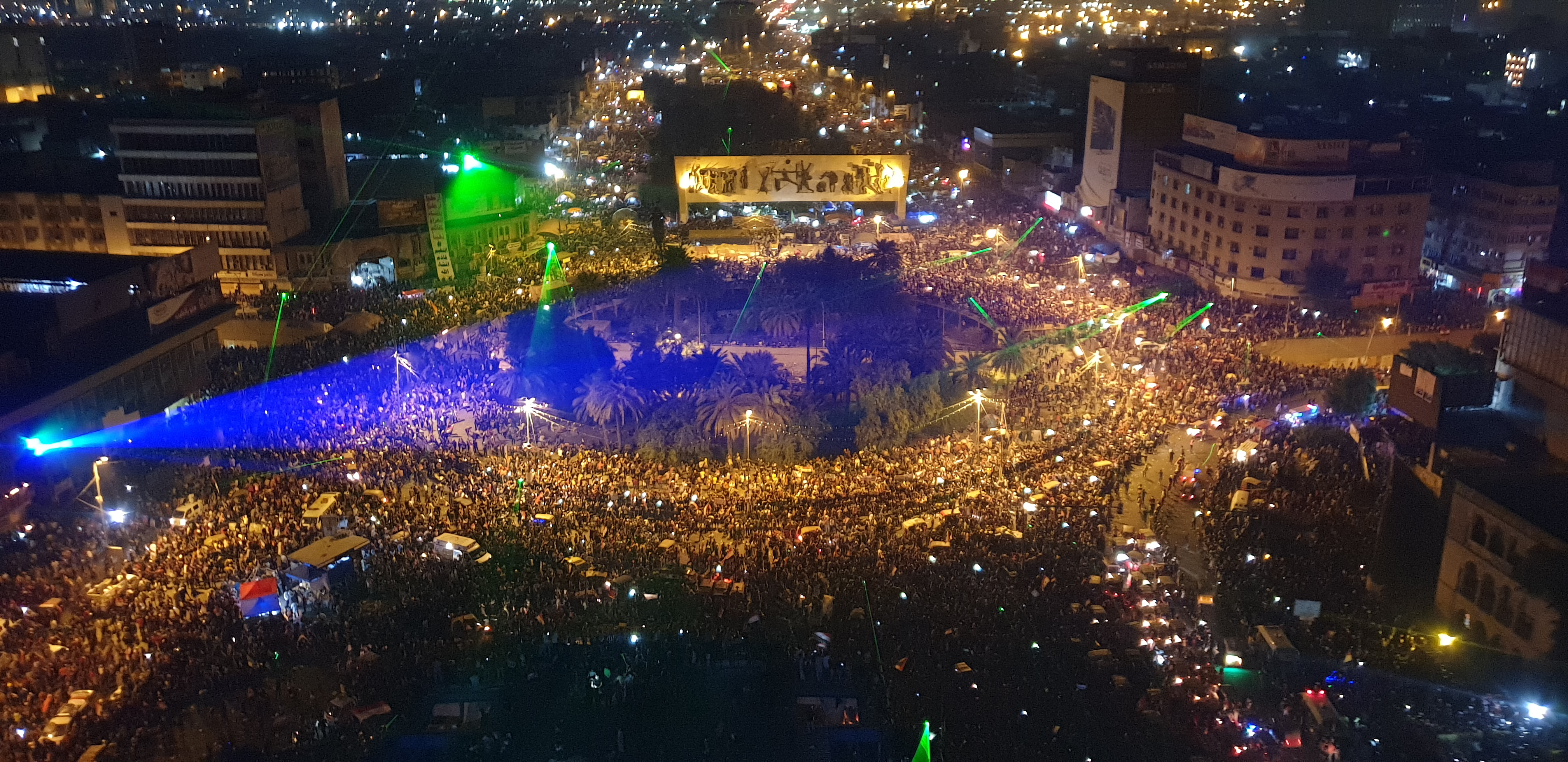
Vista nocturna de las protestas de 2019 en la plaza. Las manifestaciones comenzaron en la plaza el 1 de octubre de 2019.

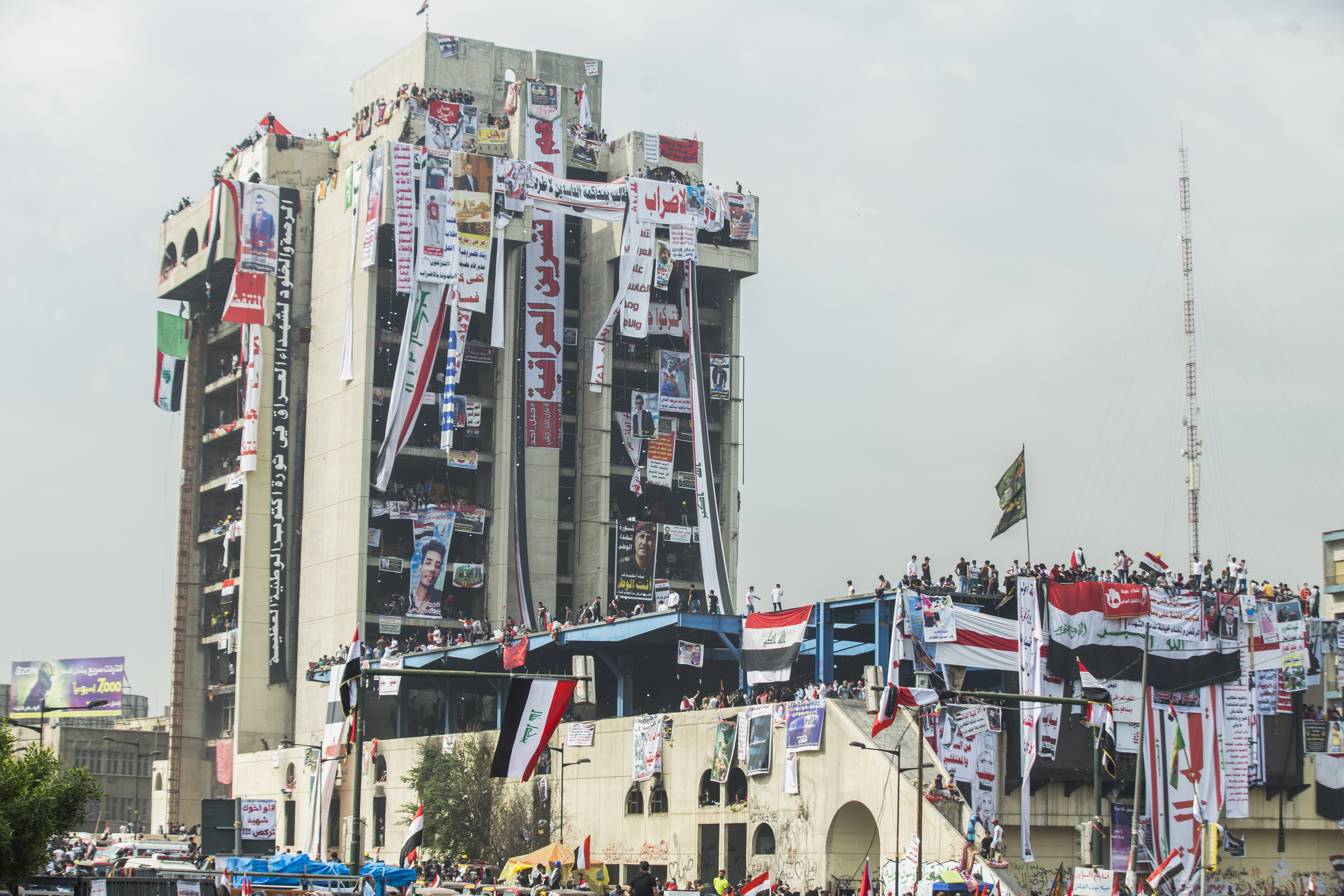
El restaurante turco cubierto de pancartas y banderas iraquíes durante las protestas de 2019.

La plaza Al-Tahrir fue el epicentro de los disturbios de las protestas iraquíes de octubre de 2019. Las protestas comenzaron el primero de octubre de 2019 por el alto desempleo, los deficientes servicios básicos, como los cortes diarios de electricidad, y la corrupción estatal. Cientos de manifestantes se negaron a abandonar la plaza durante meses hasta conseguir sus derechos humanos. En la protesta había gente diversa, incluidos manifestantes que abrazaban la tradición y «otros criados en las redes sociales», de todas las generaciones. Alrededor de la plaza hay dos calles a las que pueden acceder elementos elementales y ambulancias. Los participantes en la protesta, en su mayoría mujeres, cocinaron y prepararon pan para los manifestantes de forma gratuita y también ofrecieron comida gratis a los visitantes. Muchos manifestantes también durmieron en el restaurante turco y vigilaron a las fuerzas de seguridad. En la plaza solo había transporte en autorickshaws, conducidos por menores de 18 años y que se convirtieron en uno de los iconos de las manifestaciones. 
El Restaurante turco fue tomado después de que se materializaran los temores de que francotiradores utilizaran el edificio como objetivo de las protestas. El edificio se llenó de pancartas de apoyo a los manifestantes y banderas iraquíes y se convirtió en un icono de las protestas. El edificio fue comparado y apodado monte Uhud por los manifestantes, que fueron testigos de la Batalla de Uhud en la que los musulmanes abandonaron el monte antes del final de los combates, sufriendo grandes pérdidas.

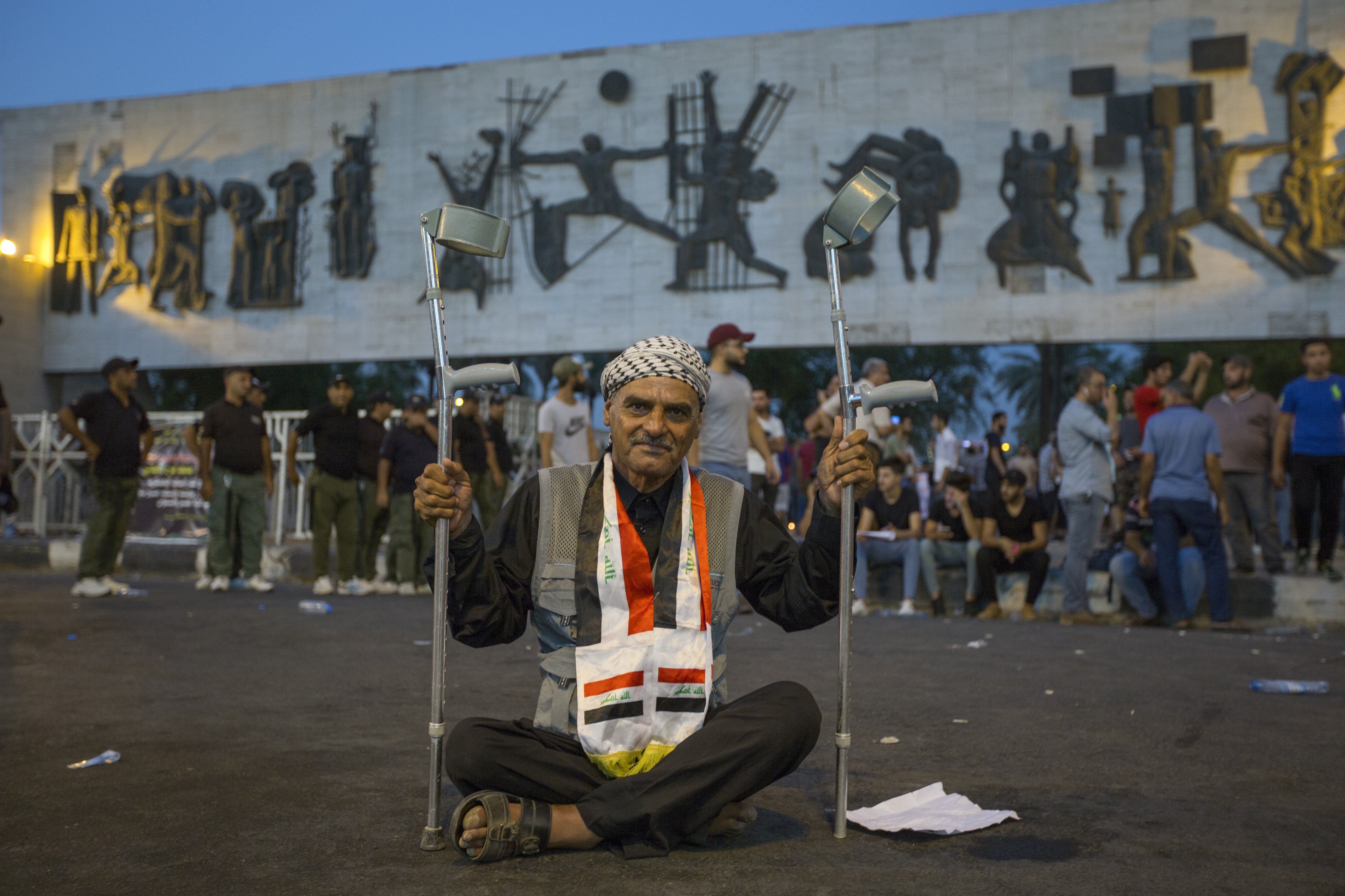
Un manifestante discapacitado coloca su muleta frente a la policía antidisturbios durante las protestas de 2019.

El 16 de noviembre de 2019, al menos cuatro manifestantes murieron y casi 20 resultaron heridos al producirse un atentado con coche bomba en la Plaza. Ningún grupo reivindicó la autoría de la primera explosión en las protestas antigubernamentales en curso.

Cuando la protesta cumplió un año, el 1 de octubre de 2020, se pudo ver a los manifestantes congregados en la plaza de Al Tahrir levantando imágenes de más de 600 personas muertas y de otras 26 000 heridas desde el inicio de las protestas en 2019 en Bagdad y en todo el sur de Irak.
El 22 de julio de 2023, manifestantes iraquíes eligieron la plaza como epicentro de las protestas para denunciar la quema del Qu'ran ante la embajada iraquí en Copenhague, Dinamarca. Al parecer, los participantes en la protesta habían intentado cruzar el cercano puente de Al-Jumhuriya para dirigirse a la embajada danesa, lo que llevó a la policía iraquí a desplegar gases lacrimógenos contra los manifestantes. Tras hacer retroceder a los manifestantes, las autoridades cerraron el puente al tráfico.
El 13 de octubre de 2023, miles de iraquíes se congregaron en la plaza, ondeando banderas palestinas y quemando banderas israelíes mientras coreaban consignas antiisraelíes y antiestadounidenses.